# Habrotrocha incola
Habrotrocha incola är en hjuldjursart som beskrevs av Bartoš 1951. Habrotrocha incola ingår i släktet Habrotrocha och familjen Habrotrochidae. Inga underarter finns listade i Catalogue of Life.